# Lauri Kristian Relander
Lauri Kristian Relander (født 31. maj 1883 i Kurkijoki, død 9. februar 1942 i Helsinki) var en finsk politiker. Han var Finlands anden præsident i perioden fra 1925 til 1931. Han var uddannet agronom og tilhørte det finske Centerparti.
Efter sin afgang fra politikken var han chef for Suomen maalaisten paloapuyhdistys, et brandforsikringsselskab for landbruget.